# Atelopus seminiferus
Espèce
Statut de conservation UICN

 EN  : En danger
Atelopus seminiferus est une espèce d'amphibiens de la famille des Bufonidae.

## biographie
Cette espèce est endémique de la province de Moyobamba dans la région de San Martín au Pérou. Elle se rencontre entre Balsa Puerto et Moyobamba entre 1 000 et 2 000 m d'altitude.

## Publication originale
- Cope, 1874 : On some Batrachia and Nematognathi brought from the upper Amazon by Prof. Orton. Proceedings of the Academy of Natural Sciences of Philadelphia, vol. 26, p. 120–137 (texte intégral).